# Glacier Mulock
Le glacier Mulock est un glacier entre le chaînon Worcester et la chaîne Cook, dans la terre Victoria méridionale, en Antarctique.
Il est nommé par le New Zealand Antarctic Place-Names Committee en lien avec l'estuaire Mulock, baptisé en l'honneur du lieutenant George Mulock qui participe à l'expédition Discovery.